# Segestria cavernicola
Segestria cavernicola là một loài nhện trong họ Segestriidae.
Loài này thuộc chi Segestria. Segestria cavernicola được Wladislaus Kulczynski miêu tả năm 1915.